# Oussama Nabil
Oussama Nabil (Arabisch: أسامة نبيل, Usāma Nabīl) (18 februari 1996) is een Marokkaans atleet  die is gespecialiseerd in de 800 m. Hij nam eenmaal deel aan de Olympische Spelen en won hierbij geen medaille.

## Biografie
In 2021 nam Nabil deel aan de uitgestelde Olympische Spelen van 2020 in Tokio. Dankzij een tijd van 1.45,64 in zijn reeks kon Nabil zich kwalificeren voor de halve finale van de 800 meter. In deze halve finale eindigde Nabil op de vierde plaats waarmee hij zich niet kon kwalificeren voor de finale.

## Titels
- Marokkaans kampioen 800 m - 2021
- Winnaar Jeux de la Francophonie 800 m - 2017

## Persoonlijke records

### Outdoor
| Afstand | Prestatie | Datum        | Plaats |
| ------- | --------- | ------------ | ------ |
| 800 m   | 1.44,25   | 27 juni 2021 | Rabat  |
| 1500 m  | 3.36,82   | 26 mei 2021  | Rabat  |

### Indoor
| Afstand | Prestatie | Datum            | Plaats       |
| ------- | --------- | ---------------- | ------------ |
| 800 m   | 1.48,60   | 17 februari 2022 | Liévin       |
| 1000 m  | 2.19,40   | 14 februari 2022 | Val-de-Reuil |
| 1500 m  | 3.43,18   | 12 februari 2022 | Metz         |

## Prestaties

### 800 m
- 2017:  Arabische kamp. - 1.47,24
- 2017:  Jeux de la Francophonie - 1.46,14
- 2019:  Afrikaanse Spelen - 1.45,42
- 2019: DSQ in  ½ fin WK
- 2021:  Marokkaanse kamp. - 1.44,25
- 2021: 4e in ½ fin. OS - 1.46,42
- 2021:  Arabische kamp. - 1.46,84
- 2022: 7e Afrikaanse kamp. - 1.47,01